# Faidherbia albida
Genre
Espèce

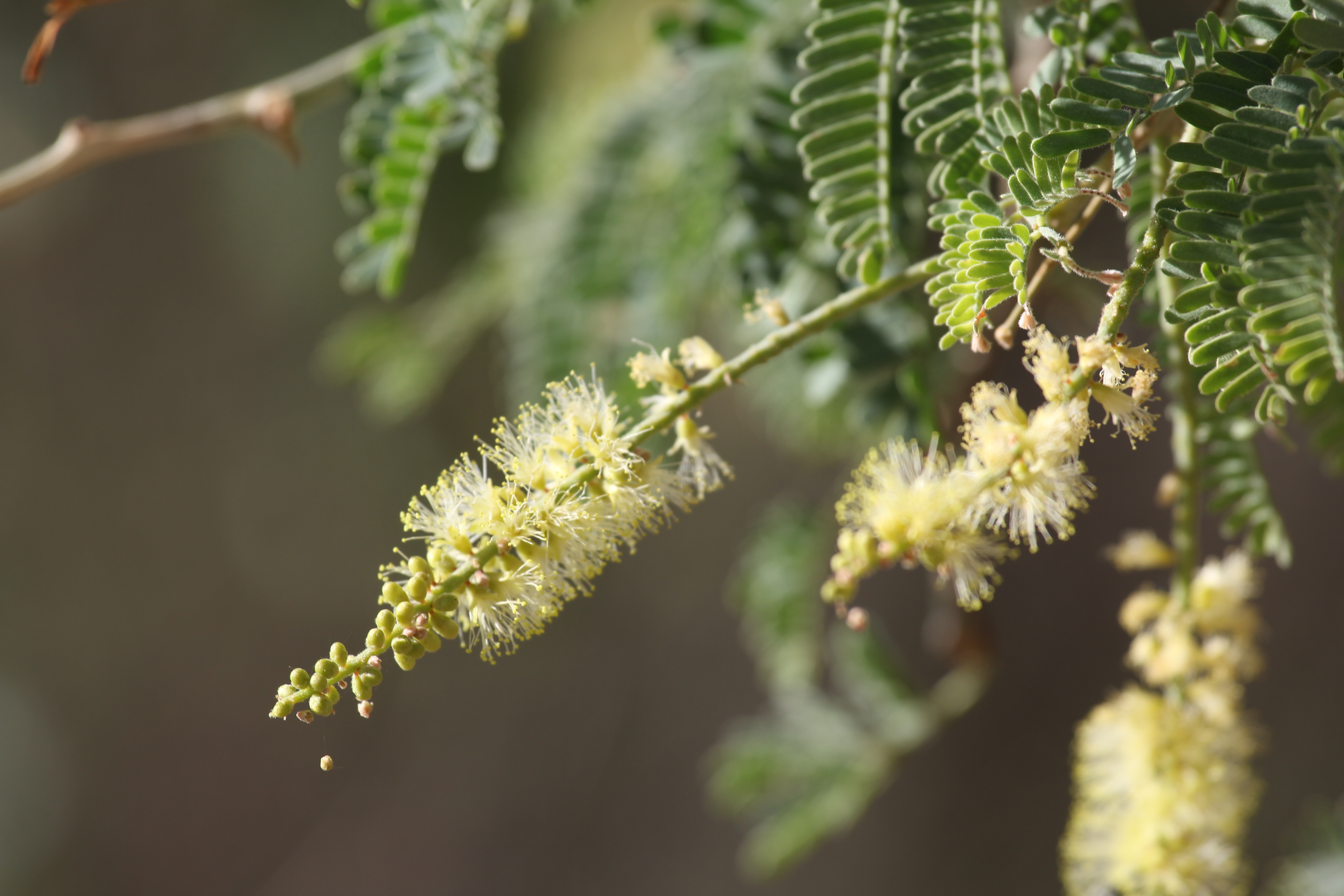
Faidherbia albida au Muséum de Toulouse.

Faidherbia albida (syn. Acacia albida) est une espèce de plantes à fleurs de la famille des Fabaceae. C’est un arbre de grande taille originaire d'Afrique et du Moyen-Orient. C'est la seule espèce du genre Faidherbia.
Noms vernaculaires : balanzan (en bambara), kadd (en wolof), caski ou cayki en peul ou gao (dénomination utilisée au Niger).
Il est peut-être le plus connu des « arbres utiles » du Sahel, que les paysans conservent dans leurs champs en agroforesterie. Cet arbre se rencontre cependant dans pratiquement toute l'Afrique.

## Description
Cet arbre aux rameaux épineux peut mesurer jusqu'à 30 m de hauteur et 2 m de diamètre. Sa racine pivotante pénétrant profondément le sol (jusqu'à 15 m de profondeur) le rend très résistant à la sécheresse. L'écorce est grise et se fissure avec le temps.
Les inflorescences mesurent 3,5 à 16 centimètres de long avec un diamètre de 2 cm. Les fleurs jaunâtres sont hermaphrodites. Cinq sépales forment un gobelet de 1 à 1,7 mm de long. Les cinq pétales libres mesurent de 3 à 3,5 millimètres de long. La période de floraison s'étend de mars à septembre.
Des insectes des groupes suivants ont été observés comme pollinisateurs : Scoliidae , Eumonidae (Hymenoptera) et Lycanidae (Lepidoptera).
Les fruits sont des gousses courbées à tordues orange à brun rougeâtre, de 10 à 35 centimètres de long et de 2 à 5 centimètres de large. Chaque gousse contient de 10 à 30 graines brun foncé, ovoïdes et légères de 10 × 6 millimètres.

## Répartition et habitat
Il pousse dans des zones recevant 250-600 mm de précipitations annuelles[réf. nécessaire].

## Phénologie inversée
Faidherbia albida a une stratégie de vie inversée par rapport à la plupart des arbres de zones arides. Il est le seul arbre de la zone semi-aride sahélienne à perdre ses feuilles à la saison des pluies et à reverdir en fin de saison des pluies, en prolongeant sa période de feuillaison en saison sèche (« phénologie inversée »). Perdant ses feuilles en début de la nouvelle saison des pluies, elles se décomposent mieux.
C'est une espèce intéressante pour l'agroforesterie car elle offre un ombrage et un fourrage apprécié du bétail.
L'arbre s'alimente dans les nappes phréatiques profondes et ne concurrence pas les cultures, de plus
sa litière améliore les sols.
L'arbre fournit également du bois et le tannin de son écorce, ses fruits et ses feuilles sont utilisés dans la pharmacopée traditionnelle.

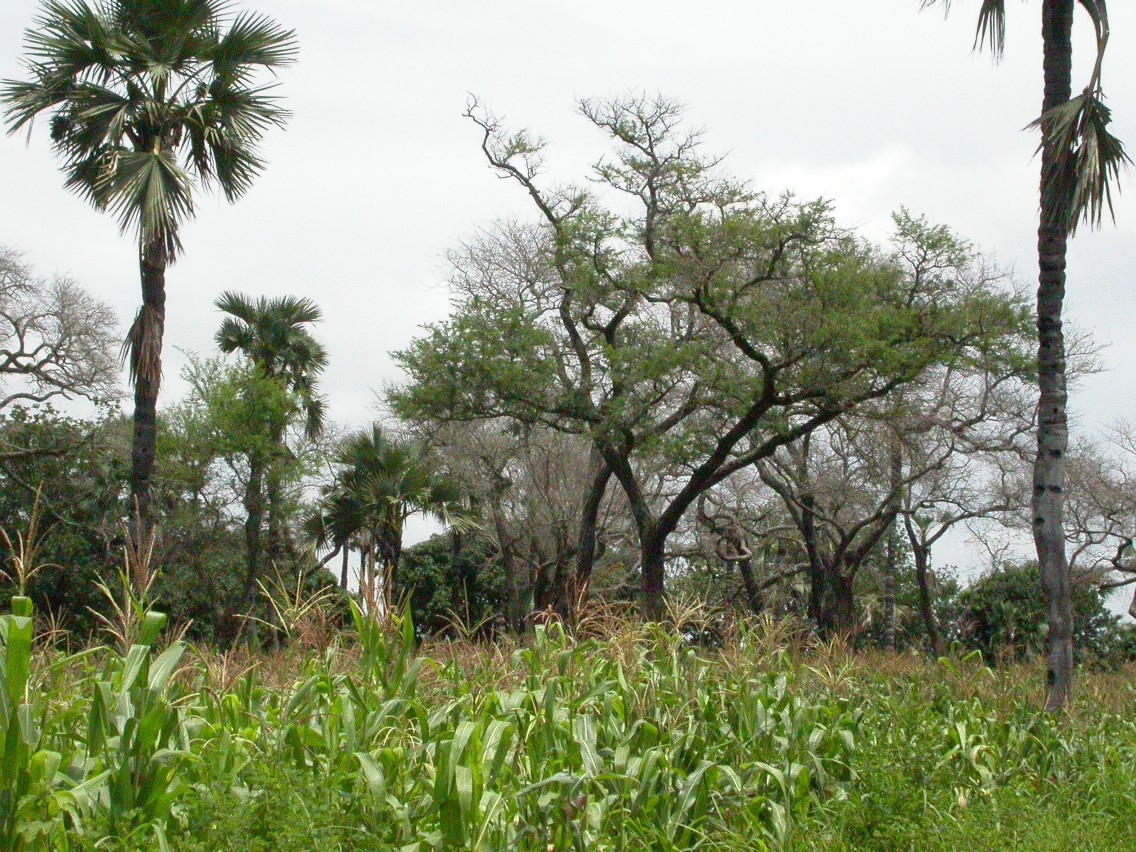
Palmiers et Faidherbia poussant en agroforesterie dans un champ de maïs.

Au Burkina Faso (Afrique de l'Ouest), dans un parc agroforestier recevant 920 mm de pluies, ses racines descendaient de 7 à 15 m selon les arbres et les sites (l'espèce peut donc être qualifiée de phréatophyte). Dans ce même parc, l'analyse comparée des isotopes de l'oxygène trouvés dans l'eau interstitielle du sol, dans la nappe et dans la sève brute a permis de montrer que si ces arbres prélevaient généralement leur eau au voisinage de la nappe, ils restent capables, en saison des pluies, de changer de stratégie et de prélever alors leur eau près de la surface.
Exposé à un climat difficile, ils évapotranspirent beaucoup d'eau, surtout en début de la saison sèche (±400 litres par jour pour un arbre dont le tronc mesure 65 cm de diamètre, cependant, comme il y a peu de ces arbres par hectare, leur rôle de transfert d'eau de la nappe vers l'atmosphère reste limité, bien qu'atteignant environ 5 % des pluies. En pleine saison sèche les stomates se ferment et les feuilles réduisent de moitié leurs « pertes » d'eau, avec alors une moindre capacité photosynthétique, probablement liée à un manque d'azote disponible et mobilisable par l'arbre. Les cernes cessent de se développer en saison sèche, bien que l'arbre conserve ses feuilles, qui tomberont après les premières pluies.
Un moment critique dans la vie des individus de cette espèce est l'accès des racines des jeunes arbres à la nappe phréatique alors que la symbiose avec les bactéries du sol doit s'installer (à ce stade juvénile, on a montré que les stomates se ferment dès que la sécheresse apparait).

## Utilisation

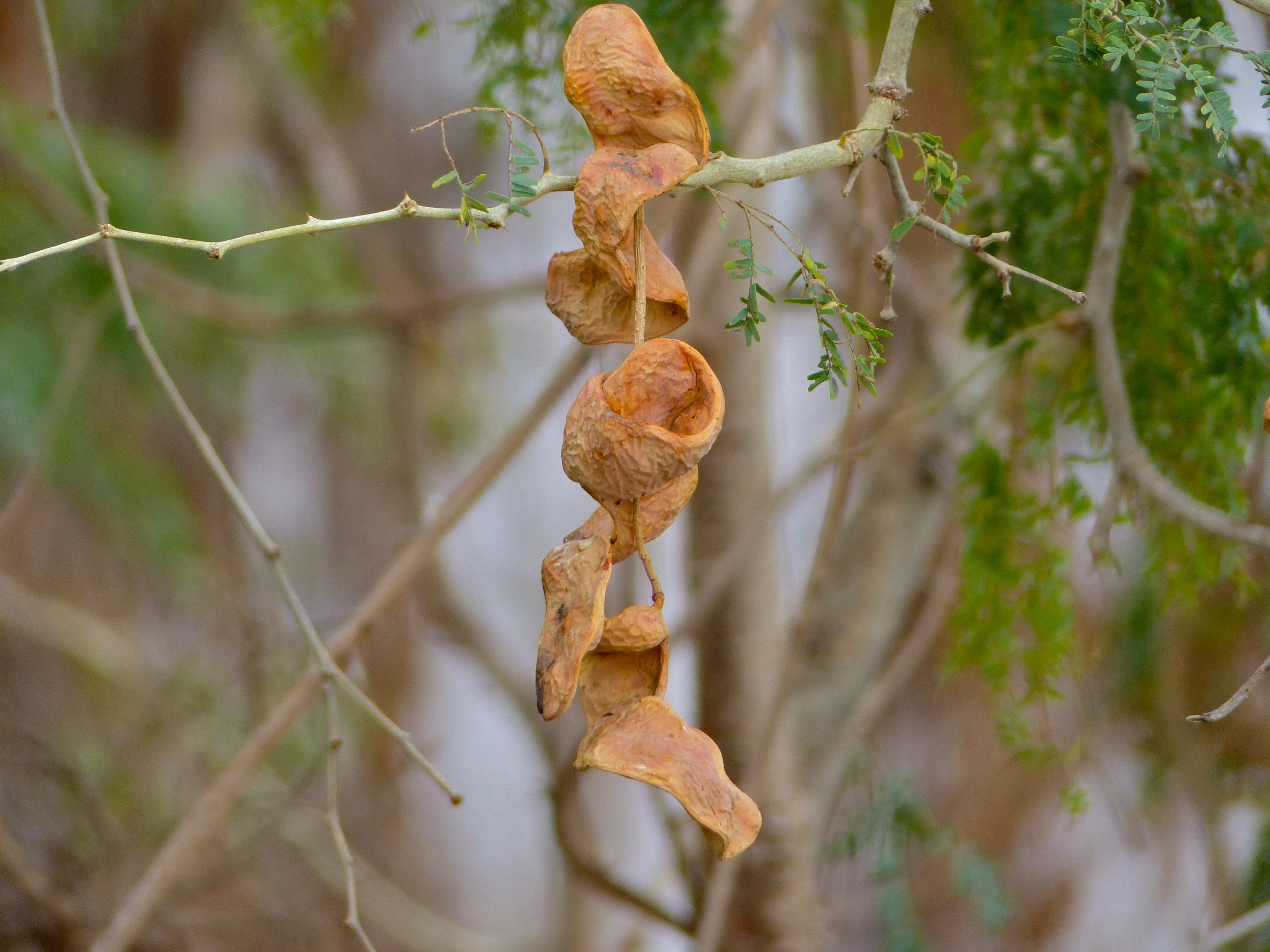
Gousse.

Faidherbia albida est une espèce importante au Sahel pour l'apiculture, car ses fleurs fournissent du pollen aux abeilles à la fin de la saison des pluies, quand la plupart des autres plantes locales n'en ont pas.
Les gousses sont très importantes pour l'alimentation du bétail (bovins, dromadaires, etc.).
C'est un des arbres évoqués dans la formation du nom d'un des plus grands royaumes Wolofs à savoir le Kajoor. En effet Kajoor est formé de Kadd (nombreux dans cette zone) et de Dior (sol de type dior couvrant effectivement cette zone).

## Divers
La ville de Ségou au Mali est appelée « Cité des balanzans ».